# Hohenzollern-Lokomotiven Nr. 447/1888 und Nr. 473/1888
Die Hohenzollern-Lokomotiven Nr. 447/1888 und Nr. 473/1888 waren dampfbetriebene Feldbahn-Lokomotiven mit konischen Kesseln und einer Spurweite von 600 mm. 

## Geschichte
Die erste Lokomotive mit einer vorlaufenden Achse, einer angetriebenen Achse und einer nachlaufenden Laufachse wurde von den Hohenzollernschen Lokomotivwerken in Düsseldorf im Februar 1888 mit der Seriennummer 447 als Schmalspurlokomotive überhaupt an die Preußische Armee geliefert. Sie erwies sich jedoch als völlig unbefriedigend, da es ihr an Leistung fehlte und sie nur eine Stunde bis zum nächsten Wasserfassen fahren konnte.
Deshalb lieferte Hohenzollern im Mai 1888 mit der Seriennummer 473 eine zweite, etwas schwerere und leistungsfähigere Schlepptenderlokomotive mit einer vorlaufenden Achse und zwei angetriebenen Achsen.

## Bauart und deren Eigenschaften
Der stark konische Kessel (englisch: launch-type boiler) war so eingebaut, dass die Oberkante des Kegelstumpfs horizontal lag. Der Zweck der konischen Form bestand darin, die Wassertiefe über der Feuerbüchse, dem heißesten Teil der Verdampfungsfläche, zu erhöhen. Die Feuerbüchse und die Rohre wurden in den unteren Teil des Mantels verlegt, wobei die Rohre parallel zur Unterkante des Konus nach oben verliefen. Eine Schwierigkeit bestand darin, dass der Dampfraum des Kessels nicht ausreichte, so dass eine vergrößerte Kuppel mit fast gleichem Fassungsvermögen wie der Hauptmantel erforderlich war. 
Da die Kessel möglichst einfach hergestellt werden sollten, bedeutete das Walzen eines konischen Mantels und das Anbringen eines großen Doms eine erhebliche Steigerung der Komplexität und Kosten.
Diese Lokomotiven und ihre Kessel waren ein kompletter Misserfolg. Sie waren für ihre Aufgabe zu leicht und zu leistungsschwach, und neigten aufgrund ihres hohen Schwerpunkts und ihren winzigen Rädern auf unebenen Feldbahngleisen zum Entgleisen. Die erste Lokomotive hatte darüber hinaus nur eine unzureichende Adhäsion, da sie nur einen Treibradsatz hatte. 
Obwohl sie einige Jahre nach der Veröffentlichung von Baron Arthur Percival Heywoods Buch über die Minimum-gauge railway entstanden, ignorierten sie fast alle Grundsätze Heywoods. Den Kesseln fehlte es an Verdampfungskapazität und sie waren nicht für den Dauerbetrieb ausgelegt.

## Technische Daten
|                                 | Werks-Nr. 447/1888 | Werks-Nr. 473/1888 |
| ------------------------------- | ------------------ | ------------------ |
| Bauart                          | 1’A1 n2            | 1’B n2             |
| Spurweite                       | 600 mm             | 600 mm             |
| Rostfläche                      | 0,2 m²             | 0,3 m²             |
| Strahlungsheizfläche            | 2,7 m²             | 8,5 m²             |
| Leermasse                       | 2300 kg            | 5300 kg            |
| Dienstmasse                     | 2800 kg            | 6300 kg            |
| Radstand                        | 1600 mm            | 1800 mm            |
| Kesseldruck                     | 10 bar             | 10 bar             |
| Raddurchmesser                  | ø250 und ø450 mm   | ø350 und ø550 mm   |
| Zylinderdurchmesser × Kolbenhub | ø100 mm × 180 mm   | ø180 mm × 230 mm   |